# (12073) Larimer
(12073) Larimer (1998 FD66) – planetoida z pasa głównego asteroid okrążająca Słońce w ciągu 3,76 lat w średniej odległości 2,42 j.a. Odkryta 20 marca 1998 roku.